# Cyperus kituiensis
Cyperus kituiensis là loài thực vật có hoa trong họ Cói. Loài này được Muasya mô tả khoa học đầu tiên năm 2004.